# 1226
1226 (MCCXXVI) var ett normalår som började en torsdag i den julianska kalendern.

## Händelser

### Okänt datum
- Sjörövare från Ösel härjar den svenska kusten i trakten av nuvarande Stockholm.
- Gotlänningarna erhåller tullfrihet vid handel i England.
- Strider mellan kejsaren å ena sidan och påven och de lombardiska städerna å den andra.
- Staden Wismar grundas i norra Tyskland.

## Födda
- 21 mars – Karl I av Anjou, kung av kungadömet Jerusalem, Albanien, Sicilien och Neapel med mera.
- Maria av Brabant (hertiginna av Bayern)

## Avlidna
- 5 juni – Henrik Burwin II av Mecklenburg, furste av Mecklenburg i Rostock.
- 3 oktober – Franciscus av Assisi, katolskt helgon, ordensgrundare.
- 8 november – Ludvig VIII, kung av Frankrike sedan 1223.